# Gausdal
Gausdal é uma comuna da Noruega, com 1 189 km² de área e 6 186 habitantes (censo de 2004).         